# Webster County (Nebraska)
Webster County is een county in de Amerikaanse staat Nebraska.
De county heeft een landoppervlakte van 1.489 km² en telt 4.061 inwoners (volkstelling 2000). De hoofdplaats is Red Cloud.

## Bevolkingsontwikkeling

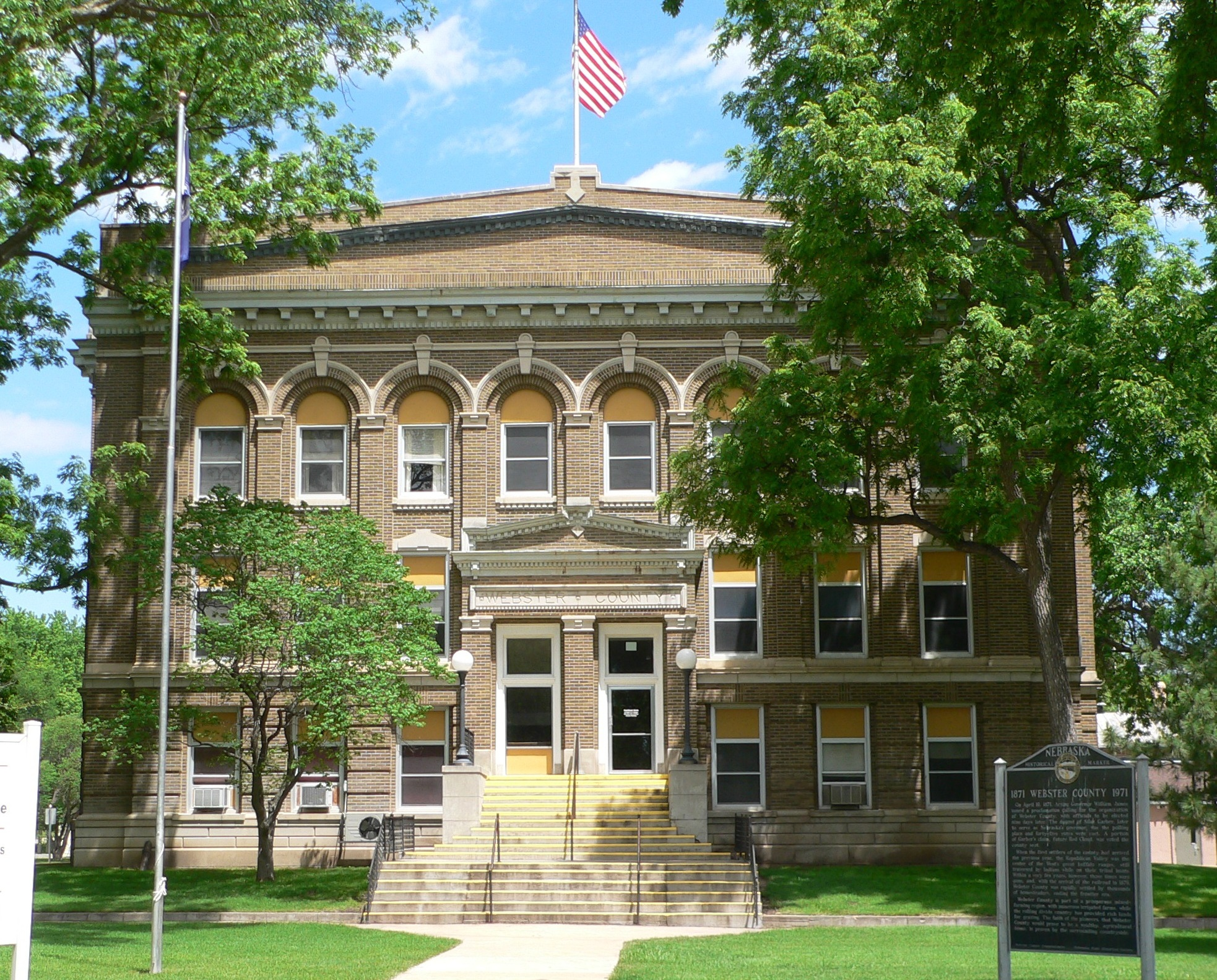
Webster County Courthouse